# Route nationale 105 (Slovénie)
Pour les articles homonymes, voir G105 et Route nationale 105.
La route nationale 105 (slovène : Glavna cesta 105), abrégée en G105 ou G2-105, est une route nationale slovène allant de Novo Mesto (sortie no 27 de l'A2) à la frontière croate. Sa longueur est de 32,5 km.

## Histoire
La route nationale 105 reliait initialement Dolenje Kamenje (en) (sortie no 26 de l'A2) à la frontière croate et Novo Mesto-Mačkovec à Novo Mesto-Krka (Šmarješka cesta),,. Avant 1998, elle était numérotée M4 entre Dolenje Kamenje et la frontière croate et M4.1 entre Novo Mesto-Mačkovec et Novo Mesto-Krka,. En 2007, la section de Dolenje Kamenje à Novo Mesto-Krka a été déclassée en route régionale 651 (regionalna cesta 651) ; celle de Novo Mesto-Mačkovec à Novo Mesto-Krka a été déclassée en route régionale 667 (regionalna cesta 667) ; la route nationale 105 commence ensuite à la sortie no 27 de l'A2 (Novo Mesto-Ločna),,.

## Tracé
- Novo Mesto
- Črmošnjice pri Stopičah (en)
- Dolnja Težka Voda (en)
- Jugorje pri Metliki (en)
- Mačkovec pri Suhorju (en)
- Dole (en)
- Hrast pri Jugorju (en)
- Dolnji Suhor pri Metliki (en)
- Bušinja Vas (en)
- Dolnja Lokvica (en)
- Trnovec (en)
- Metlika
- Croatie D 6